# Lycaena explicata
Lycaena explicata är en fjärilsart som beskrevs av Franz Dannehl 1933. Lycaena explicata ingår i släktet Lycaena och familjen juvelvingar. Inga underarter finns listade i Catalogue of Life.